# Timonius obovatus
Timonius obovatus är en måreväxtart som beskrevs av Adolph Daniel Edward Elmer. Timonius obovatus ingår i släktet Timonius och familjen måreväxter.
Artens utbredningsområde är Filippinerna. Inga underarter finns listade i Catalogue of Life.